# Marie von Ebner-Eschenbach
Marie von Ebner-Eschenbach (dvorac Zdislavice, 13. rujna 1830. – Beč, 12. ožujka 1916.), austrijska književnica.
Posljednja je pjesnikinja stare Austrije, kroničar podunavskih sudbina, života pojedinaca i skupina između dvoraca i sela. Počela je s dramama, ali je svoj vlastiti izraz našla u prozi (novelama). U stilu psihološkog realizma (utjecaj Turgenjeva), opisuje život bečkog plemstva, ali pokazuje i humanu osjećajnost prema siromašnijim staležima. Izraz joj se odlikuje oštrim opservacijama, blagim humorom i dotjeranim jezikom. Svoj humor je zapisala i u aforizmima.

## Djela
- "Božena",
- "Aforizmi",
- "Seoske i dvorske pripovijesti",
- "Moje djetinjstvo".